# Pársva

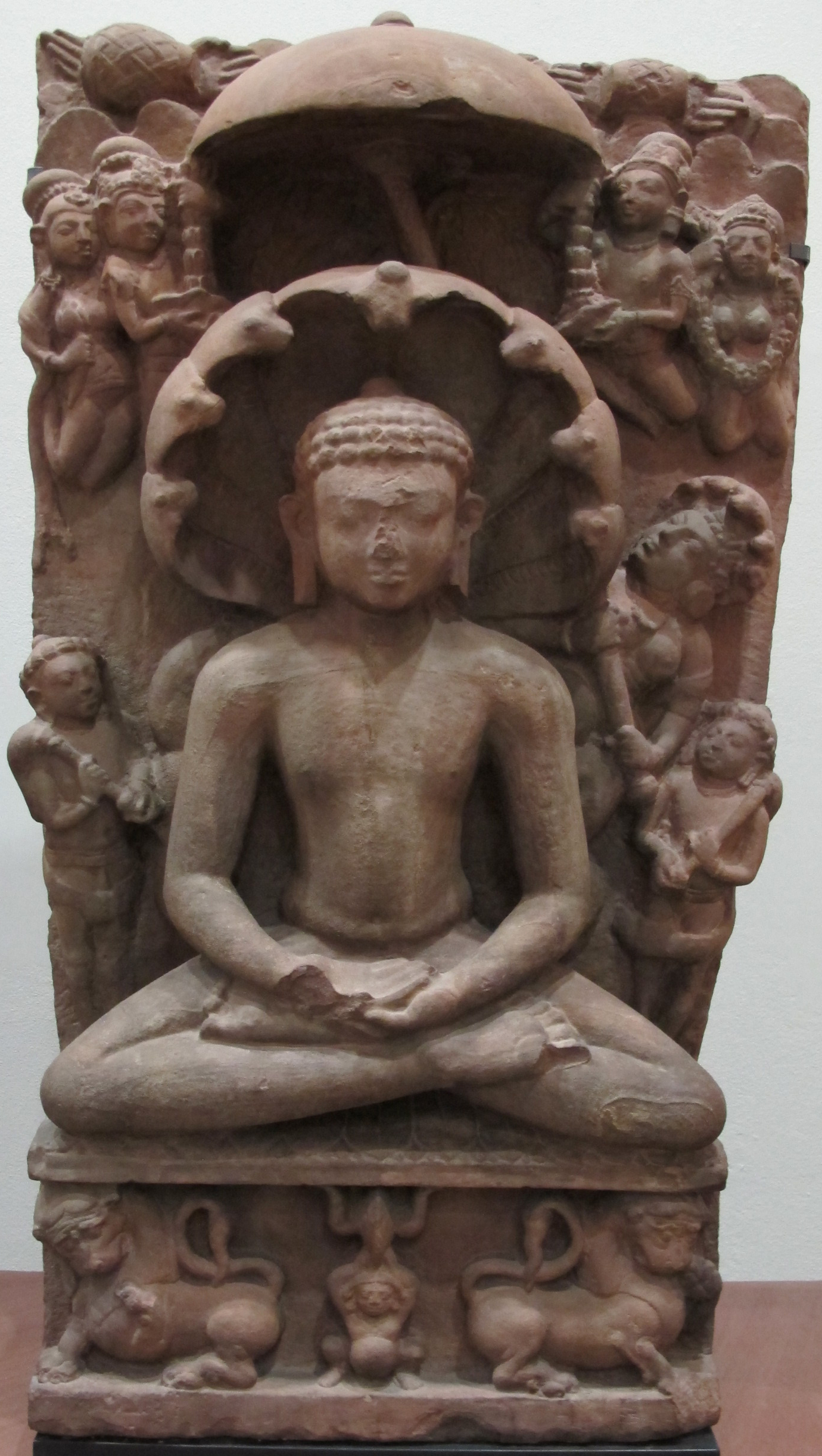
Pársva 7. századi ábrázolása (Victoria and Albert Museum, London)

Pársva vagy másképp Pársvanátha (szanszkrit: पार्श्वनाथ ; angol: Parshvanatha) a huszonharmadik tírthankara a dzsainizmusban. 
Ma valódi történelmi személynek tekintik, aki a Kr. e. 9. században született (mintegy 250 évvel Mahávíra előtt).  A hagyomány szerint 70 éven át ét vándoraszkétaként élt, és a négyszeres önmegtagadás törvényét tanította, melynek alapelemei:
- ahinszá (nem-ártás)
- aszatja-tjága (igazmondás, ld. még szatja)
- asztéja (a tulajdon tisztelete)
- aparigraha (nem-kötődés sem emberekhez, sem tárgyakhoz)

A 11. századi dzsaina kommentátorok alapján az utóbbi magába foglalja a brahmacsarja (önmegtartóztatás) elvét is, a Mahávíra által kijelölt ötödik nagy fogadalmat. 
A dzsaina iratokban Pársva "a legjobb", "a megvilágosodott", "a mindentudó", akihez Biháron és Nyugat-Bengálon keresztül tett vándorútjai során egyre több követő csatlakozott. Ezeken a helyeken ma is nagy tisztelet övezi a nevét, különösen a Szamméta-hegyen (Parasnath), ahol elérte a nirvánát és meghalt. 
Észak-Indiában számos helyen találtak Pársva-ábrázolásokat, amelyeken az e dzsinát jelképező, kobrák alkotta védőernyő alatt ül. 